# ريتشارد فريمان
ريتشارد فريمان (بالإنجليزية: Richard Freeman)‏ هو لاعب الجسر ‏ أمريكي، ولد في 21 يوليو 1933، وتوفي في 29 يونيو 2009.